# الرحلة إلى الإسلام: يوميات دبلوماسي ألماني (كتاب)
الرحلة إلى الإسلام : يوميات دبلوماسي ألماني 1951-2000 عنوان كتاب من تأليف الدبلوماسي الألماني مراد هوفمان. ترجمه إلى العربية الكاتب محمد سعيد دباس. عن دار النشر السعودية العبيكان.
الكاتب مراد هوفمان دبلوماسي ألماني، امتدت عملية البحث على مدى سنوات عديدة، تُوِّجتْ باعتناقه للإسلام عام 1980م. أدرك مراد هوفمان أن اعتناق الإسلام وقبوله هو النتيجة المنطقية الوحيدة لبحثه المطلق عن حقيقة الحياة، وبالتالي فإن صفحات هذا الكتاب لا تعدو أن تمثِّل «حواراً مع الذات»، نشأتْ بسبب الاستغراق الشديد لمثقَّفٍ ألماني مع قضايا الأخلاق، والسلوك وعلم الجمال. هذا الكتاب يصور، كما هي المرآة، مراحل محددة من العملية الذهنية الفكرية التي مرَّ بها المؤلف حتى اعتناق الإسلام. ولقد كانت كما يقول مراد هوفمان: عملية انجذاب ذاتية عميقة الجذور إلى علم الجمال وعناصر الثقافة الإسلامية، والحضارة الإسلامية، والفلسفة، التي لعبت دوراً رئيساً فيها. ثم يختم مراد بقوله: لا شك أن من يعتنق الإسلام من غير أهله سيرى بلاده «بضوء جديد»، وسيقوده هذا مُكْرهاً إلى حوارٍ مع ذاته.